# Ранавалуна II
Ранавалуна II (1829 р. — 13.07.1883 р., Антананаріву, Мадагаскар) — королева Імерини з 3 квітня 1868 року по 13 липня 1883 року.

## Біографія
Ранавалуна II була вдовою Радами II. Після смерті своєї двоюрідної сестри королеви Расухеріни Ранавалуна зійшла на престол. У 1868 році вона прийняла хрещення і оголосила англійський протестантизм державною релігією. Час її правління характеризується в історії Мадагаскару швидким залученням мадагаскарського суспільства до європейської культурі, економічним зростанням, будівництвом шкіл, прийняттям першого зводу законів, а також конфліктом з Францією. Ранавалуна II реальної влади на Мадагаскарі не мала; вся державна влада була в руках її другого чоловіка прем'єр-міністра Райнілайарівуни.
Після її смерті на трон зійшла Ранавалуна III — остання королева Мадагаскару.